# Ben Goldfaden
Benjamin Paul Goldfaden, detto Ben (Newark, 6 settembre 1913 – Tavares, 25 marzo 2013), è stato un cestista statunitense, professionista nella ABL e nella BAA.

## Carriera
Disputò due partite nella BAA con i Washington Capitols, prima di decidere di tornare a insegnare educazione fisica.